# Brian Nievas
Brian Nievas (n. Diamante, Argentina; 28 de abril de 1998) es un futbolista argentino. Juega de centrocampista y su equipo actual es Chaco For Ever de la Primera Nacional.

## Trayectoria

### Patronato
Nievas se unió a las filas del Club Atlético Patronato procedente del Club Diamantino a la edad de 17 años. Hizo su debut en el fútbol profesional en el primer equipo en marzo de 2019, ingresó al cambio los últimos trece minutos en la victoria en la tanda de penaltis de la Copa Argentina ante Dock Sud el 13 de marzo; reemplazando a Pablo Ledesma. Nievas fue convocado para un partido de la Primera División contra Defensa y Justicia el 17 de marzo, aunque no jugaría durante la victoria 2–0. Su próxima aparición no llegó hasta el 29 de noviembre de 2020, cuando el volante defensivo jugó 81 minutos en la derrota a domicilio ante Huracán en la Copa de la Liga Profesional.

### Macará
El 7 de enero de 2022 fue anunciado en Macará de la Serie A de Ecuador.

## Estadísticas
- Actualizado el 29 de abril de 2022.[1][10]

### Clubes
| Club                      | Temporada     | Liga          | Liga | Liga  | Copa | Copa  | Internacional | Internacional | Otros | Otros | Total | Total |
| Club                      | Temporada     | División      | PJ   | Goles | PJ   | Goles | PJ            | Goles         | PJ    | Goles | PJ    | Goles |
| ------------------------- | ------------- | ------------- | ---- | ----- | ---- | ----- | ------------- | ------------- | ----- | ----- | ----- | ----- |
| C. A. Patronato Argentina | 2018-19       | 1.ª           | 0    | 0     | 0    | 0     | —             | —             | 0     | 0     | 0     | 0     |
| C. A. Patronato Argentina | 2019-20       | 1.ª           | 4    | 0     | 4    | 0     | —             | —             | 0     | 0     | 8     | 0     |
| C. A. Patronato Argentina | 2021-I        | 1.ª           | 8    | 0     | 0    | 0     | —             | —             | 0     | 0     | 8     | 0     |
| C. A. Patronato Argentina | 2021-II       | 1.ª           | 14   | 0     | 0    | 0     | —             | —             | 0     | 0     | 14    | 0     |
| C. A. Patronato Argentina | Total equipo  | Total equipo  | 26   | 0     | 4    | 0     | —             | —             | 0     | 0     | 30    | 0     |
| C. D. Macará · Ecuador    | 2022          | 1.ª           | 4    | 0     | 0    | 0     | —             | —             | 0     | 0     | 4     | 0     |
| C. D. Macará · Ecuador    | Total equipo  | Total equipo  | 4    | 0     | 0    | 0     | —             | —             | 0     | 0     | 4     | 0     |
| Total carrera             | Total carrera | Total carrera | 30   | 0     | 4    | 0     | —             | —             | 0     | 0     | 34    | 0     |

## Palmarés

### Torneos nacionales
| Título         | Club      | País      | Año  |
| -------------- | --------- | --------- | ---- |
| Copa Argentina | Patronato | Argentina | 2022 |